# 마르친 제브와코프
마르친 제브와코프(폴란드어: Marcin Żewłakow, 1976년 4월 22일 ~ )는 폴란드의 은퇴한 축구 선수이자, 포지션은 스트라이커였다. 그는 지난 2002년 FIFA 월드컵 대회 당시 미국과의 최종전에서 추가 득점을 기록했었다. 또한 마르친은 미하우 제브와코프의 쌍둥이 동생으로 잘 알려져있다.